# Trichopetalum krekeleri
Trichopetalum krekeleri är en mångfotingart som först beskrevs av Ottis Robert Causey 1960.  Trichopetalum krekeleri ingår i släktet Trichopetalum och familjen Trichopetalidae. Inga underarter finns listade i Catalogue of Life.